# Perrhe
Koordinaten: 37° 47′ 30″ N, 38° 18′ 4″ O

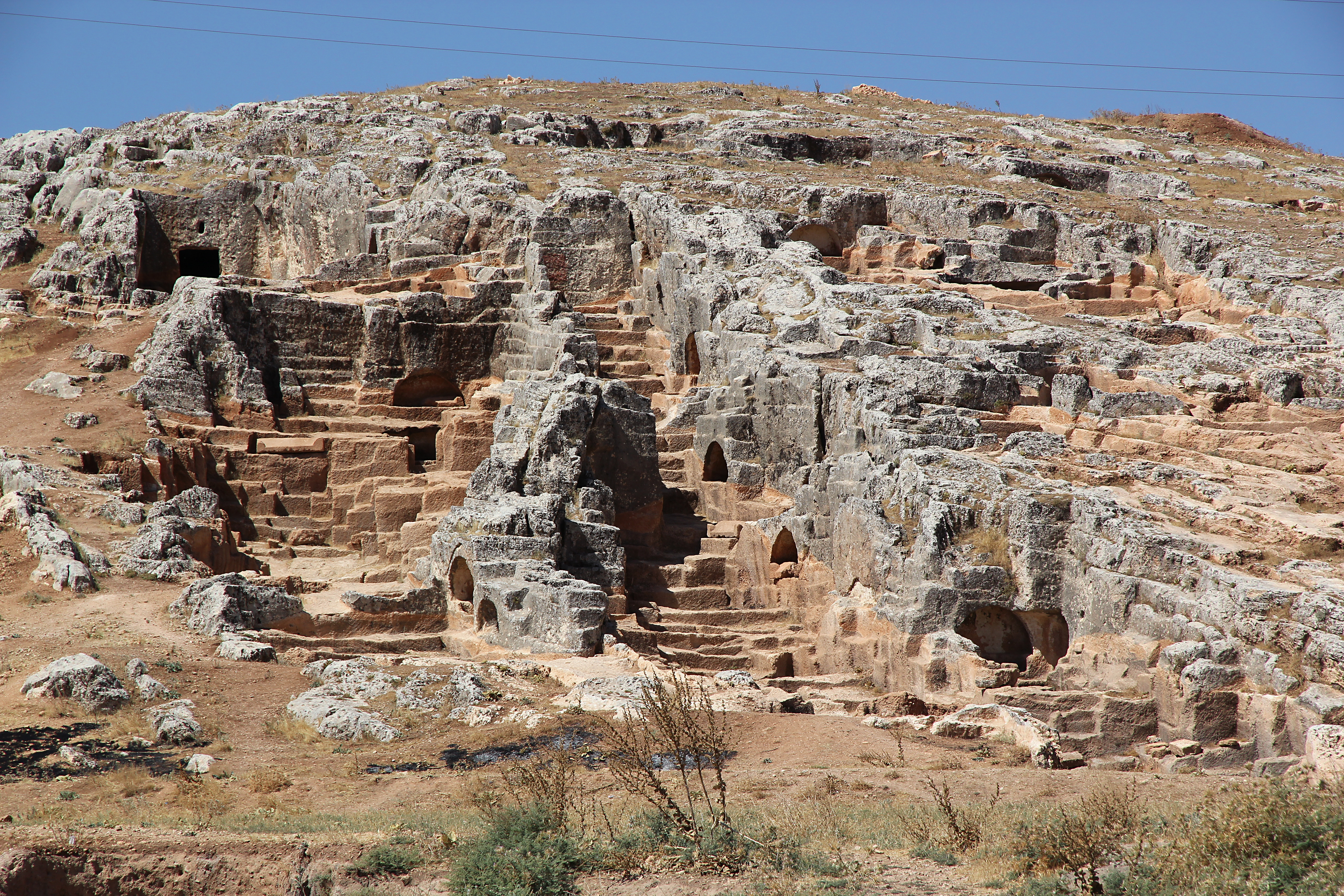
Nekropole von Perrhe

Perrhe (auch Perre, zeitweise Antiocheia am Taurus) war eine antike Stadt im Königreich Kommagene. Die Relikte der Stadt liegen heute im Stadtteil Örenli, dem früheren Dorf Pirin (auch Pirun), im Norden der türkischen Stadt Adıyaman in der gleichnamigen Provinz.

## Geschichte
Nach Funden des Schweizer Anthropologen Eugène Pittard von 1925 war Pirin schon in paläolithischer Zeit bewohnt. Im Altertum war Perrhe neben Samosata, Marasch und Doliche eine der in Inschriften genannten vier Kernstädte des Königreichs Kommagene. Es lag an der Verbindungsstraße von der Hauptstadt Samosata über den Taurus nach Melitene. Wegen des schon in antiken Quellen gelobten Reichtums an Wasser, das noch heute aus einem in der Dorfmitte stehenden römischen Brunnen hervortritt, war es eine beliebte Station der Reisenden vor oder nach der Gebirgsüberquerung. Auf der spätrömischen Straßenkarte Tabula Peutingeriana ist der Ort als zweite Station auf der Route von Samosata nach Komana verzeichnet. Unter Antiochos IV. (reg. 38–72) wurde Perrhe zur hellenistischen Polis Antiocheia am Taurus. 198/200 n. Chr. beteiligte sich die Stadt wahrscheinlich finanziell am Bau der Chabinas-Brücke. Aus kommagenischer Zeit stammt ein Weihrelief des Iupiter Dolichenus, das 2001 in der Nekropole gefunden wurde. In byzantinischer Zeit war Perrhe Bischofssitz. Ein im Ort gefundenes Fußbodenmosaik weist auf die Bedeutung des Ortes in christlicher Zeit hin. Im Mittelalter verlor die Stadt an Bedeutung gegenüber Hisn-Mansur (Adıyaman).

## Beschreibung

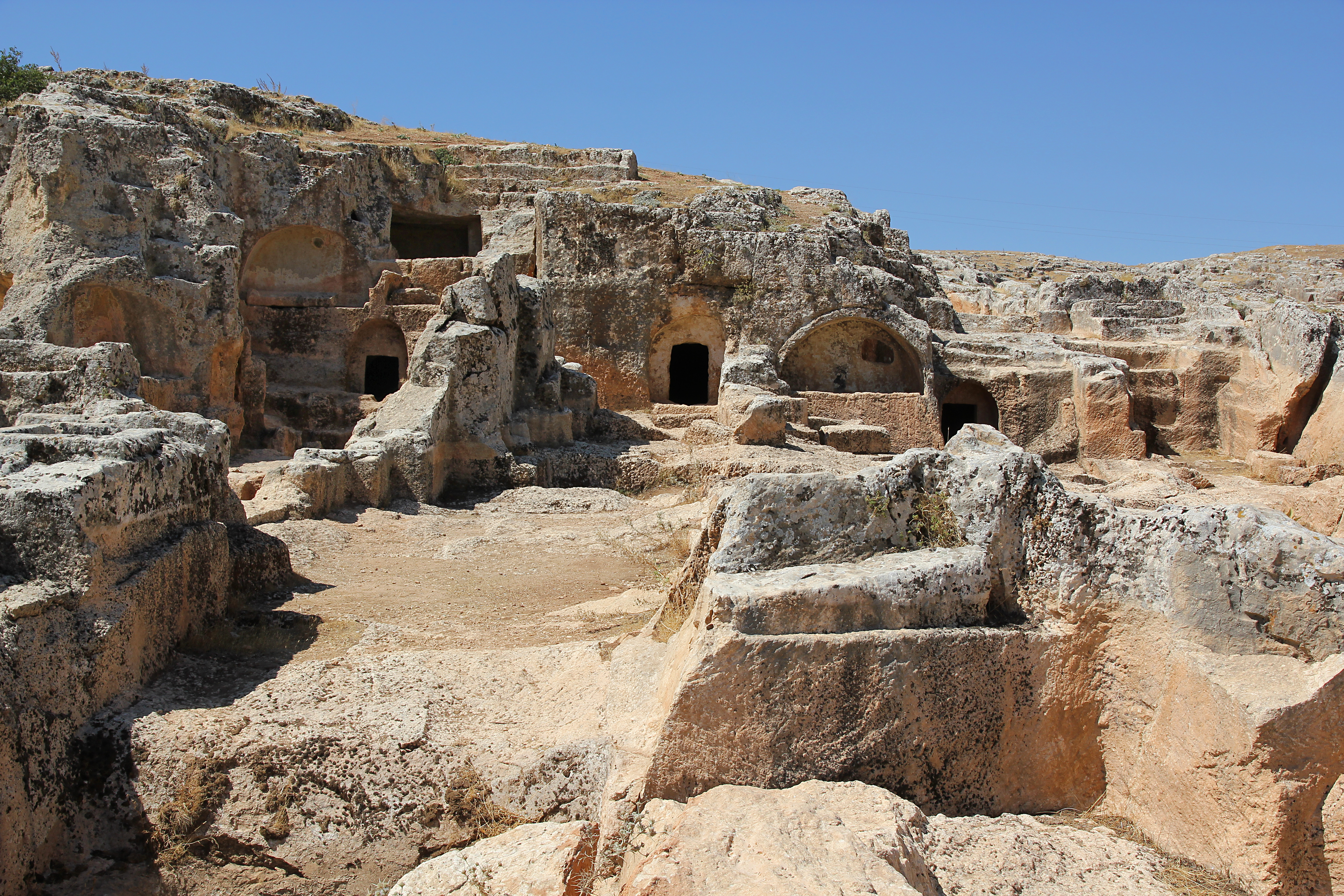
Nekropole

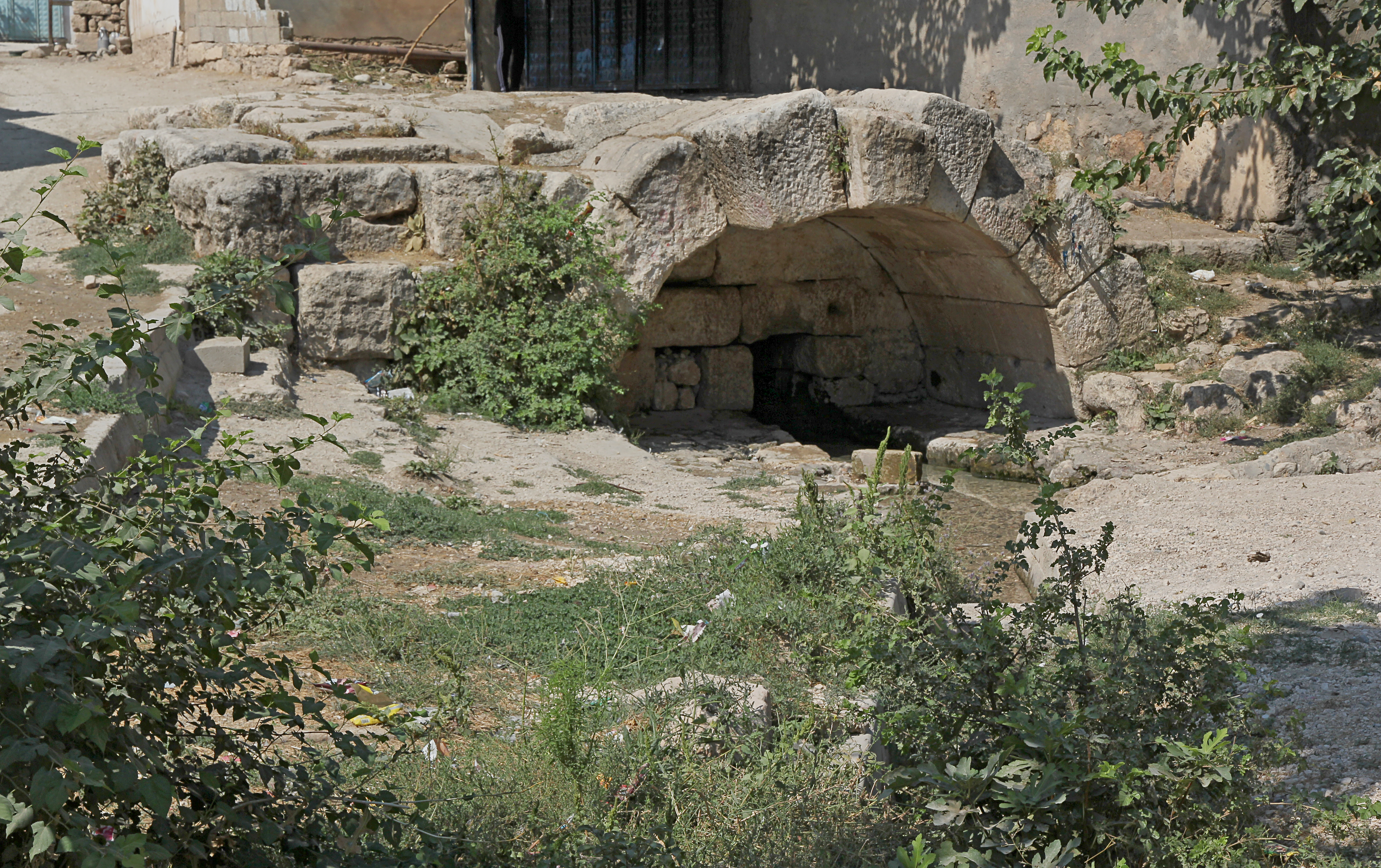
Brunnenanlage im Dorf Pirin

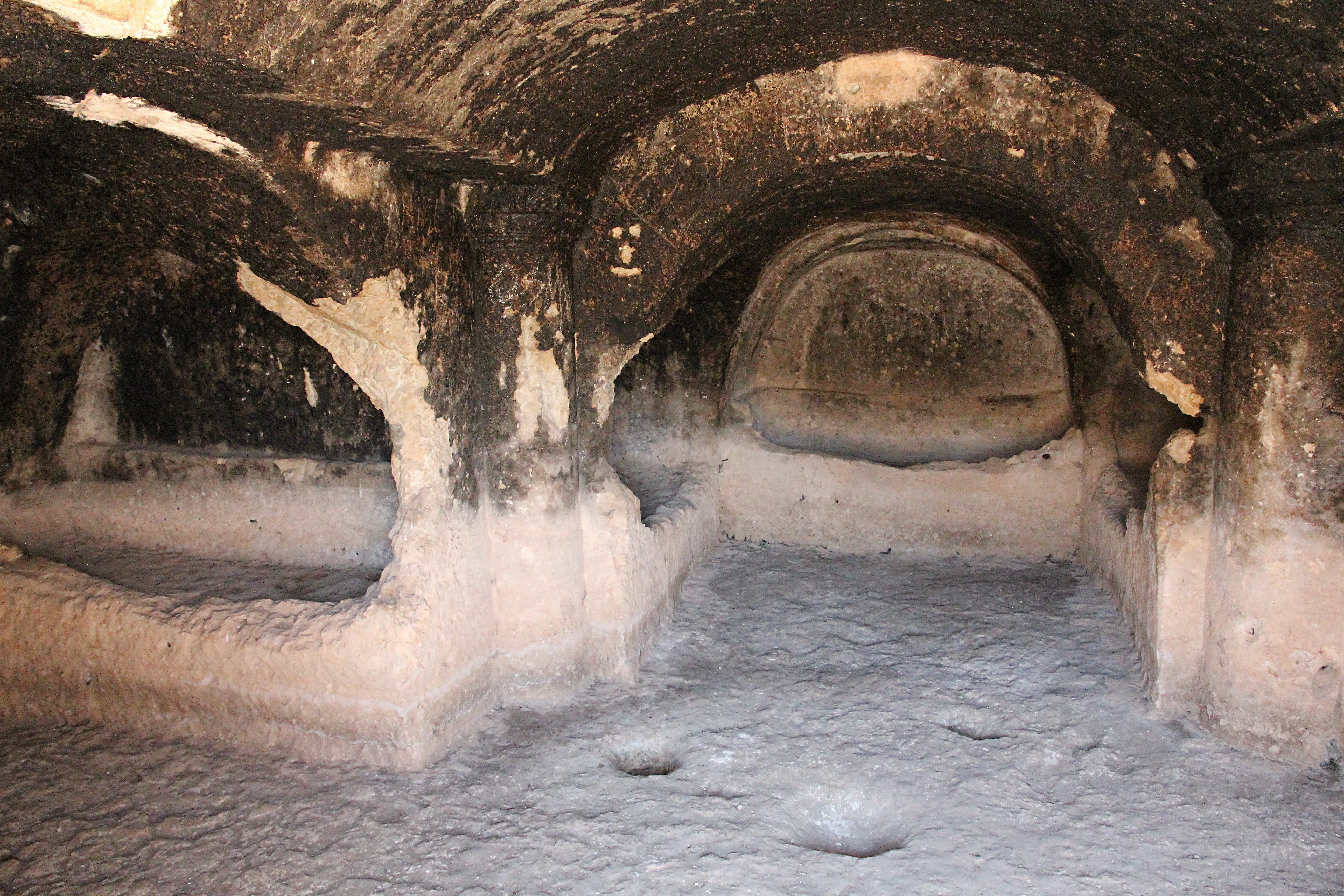
Höhle mit Grablegen und Pilastern

Perrhe/Pirin ist vom die Stadt Adıyaman durchquerenden Atatürk Bulvarı aus auf einem ausgeschilderten Weg über die Sakarya Caddesi zu erreichen. Nach etwa vier Kilometern erstreckt sich links der Straße auf einem fast einen Kilometer langgezogenen Felsrücken die Nekropole. Dahinter folgt das einstige Dorf Pirin. Im Dorfzentrum ist die römische Wasseranlage mit einem fünf Meter durchmessenden Bogen über mit Steinplatten bedeckten Kanälen zu sehen. Reste der Stadtmauer sind erhalten. In der weitläufigen Nekropole finden sich freistehende Sarkophage und einfache Grabnischen mit Bögen darüber, ebenso wie in Höhlen zusammengefasste Grablegen. Diese Höhlen sind wiederum in mehrere Räume aufgeteilt, die in den Fels geschlagene bogenförmige Nischen enthalten und gelegentlich durch Pilaster getrennt sind. Meist gehören die Gräber abschnittsweise zusammen, wobei in den Felsen gehauene Treppen den Zugang zu den verschiedenen Bezirken gewährleisten. Bei wenigen Gräbern sind vor dem Eingang noch Reste von Reliefs erhalten, anderer Schmuck fehlt.

## Erforschung

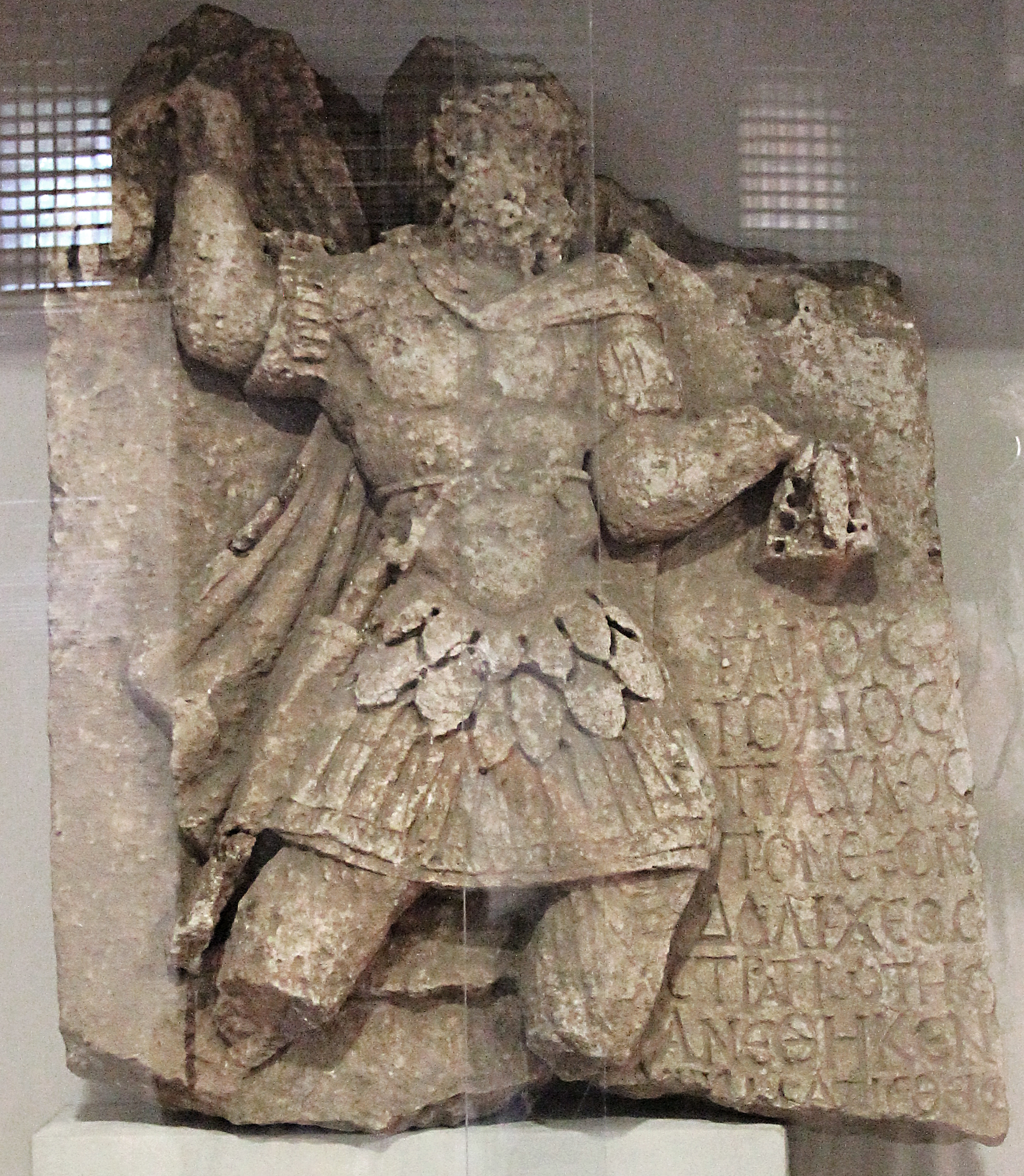
Weihrelief für Jupiter Dolichenus im Museum von Adıyaman

Im Jahr 1882 besuchten Otto Puchstein und Karl Sester den Ort, worüber Puchstein in dem Band Reisen in Kleinasien und Nordsyrien berichtete. 1925 entdeckte Eugène Pittard in Pirin eine paläolithische Station, die er selbst in den Folgejahren weiter untersuchte. 1945 setzte İsmail Kılıç Kökten die Untersuchungen fort und konnte das Fundmaterial beträchtlich vermehren. Friedrich Karl Dörner und Rudolf Naumann nahmen 1938 im Rahmen ihrer Expedition nach Kommagene Untersuchungen im Dorf Pirun und in der Nekropole vor. Sie fanden im Ort nur wenige Spolien sowie ein kürzlich freigelegtes Fußbodenmosaik, von dem einige Felder mit Schlingbandmotiven und einer Henkelamphore erhalten waren. Dieses wurde später weiter freigelegt und 1975 von Hasan Candemir und Jörg Wagner untersucht. Sie konnten nachweisen, dass es zu einer Basilika mit 10 m breitem Mittelschiff und je 3 m breiten Seitenschiffen gehörte, und datierten es nach den abgebildeten Motiven auf das 5. Jahrhundert. Dörner und Naumann dokumentierten außerdem Abschnitte der Nekropole. In dieser Nekropole wurde 2001 bei Grabungen des Archäologischen Museums von Adıyaman unter Leitung des Museumsdirektors Fehmi Erarslan neben zahlreichen archäologischen, epigraphischen und numismatischen Funden ein Weihrelief für Jupiter Dolichenus zutage gebracht. Engelbert Winter von der Forschungsstelle Asia Minor der Universität Münster hat – im Zuge der Ausgrabungen auf dem Dülük Baba Tepesi bei Doliche – in Zusammenarbeit mit Margherita Facella aus Pisa und Charles Crowther aus Oxford in den folgenden Jahren die inschriftlichen Funde des Museums und damit auch das Jupiterrelief bearbeitet.